# Charlie's Shoes
«Charlie's Shoes» (укр. «Черевики Чарлі»), також відома як «(I'd Like to Be In) Charlie's Shoes» (укр. «(Я б хотів мати) Черевики Чарлі») — пісня, написана Роєм Бегемом, випущена як сингл у 1962 році Біллі Вокером. Це був єдиний кантрі-хіт номер один у кар'єрі Вокера, що провів два тижні поспіль на першому місці та 23 тижні в чарті.

## Кавер-версії
- Ґай Мітчелл випустив версію в 1962 році. Це не змогло змусити Billboard Hot 100 зупинитися далеко за межами чарту на 110 місці.
- Пісня була скорочена й виконана іншими виконавцями, наприклад версія Едді Арнольда в 1962 році.
- Фарон Янґ також випустив свою кавер-версію цієї пісні.

## Чарти
| Чарти (1962)                          | Пікова позиція |
| ------------------------------------- | -------------- |
| United States Billboard Hot C&W Sides | 1              |